# Giordania ai Giochi olimpici
La prima partecipazione della Giordania ai Giochi olimpici risale ai Giochi della XXII Olimpiade di Mosca nel 1980 e da allora ha partecipato ad ogni edizione dei Giochi olimpici estivi, ma mai ad una dei Giochi olimpici invernali.
Una medaglia di bronzo fu conquistata dal giordano Samer Kamala, a Seul 1988 nel Taekwondo, ma essendo ancora uno sport dimostrativo non è stato riconosciuto come evento olimpico ufficiale.
La Giordania ottenne la sua prima medaglia olimpica ufficiale ai Giochi di Rio de Janeiro nel 2016, sempre nel taekwondo, quando Ahmad Abughaush vinse l'oro nel torneo maschile da 68 kg.
Il Comitato Olimpico Giordano, creato nel 1957, venne riconosciuto dal Comitato Olimpico Internazionale nel 1963.

## Medaglieri

### Medaglie alle Olimpiadi estive
| Giochi              | Oro | Argento | Bronzo | Totale |
| ------------------- | --- | ------- | ------ | ------ |
| Mosca 1980          | 0   | 0       | 0      | 0      |
| Los Angeles 1984    | 0   | 0       | 0      | 0      |
| Seul 1988           | 0   | 0       | 0      | 0      |
| Barcellona 1992     | 0   | 0       | 0      | 0      |
| Atlanta 1996        | 0   | 0       | 0      | 0      |
| Sydney 2000         | 0   | 0       | 0      | 0      |
| Atene 2004          | 0   | 0       | 0      | 0      |
| Pechino 2008        | 0   | 0       | 0      | 0      |
| Londra 2012         | 0   | 0       | 0      | 0      |
| Rio de Janeiro 2016 | 1   | 0       | 0      | 1      |
| Tokyo 2020          | 0   | 1       | 1      | 2      |
| Parigi 2024         | 0   | 1       | 0      | 1      |
| Totale              | 1   | 2       | 1      | 4      |